# Philibert Lambert
 (septembre 2017).
Si vous disposez d'ouvrages ou d'articles de référence ou si vous connaissez des sites web de qualité traitant du thème abordé ici, merci de compléter l'article en donnant les références utiles à sa vérifiabilité et en les liant à la section « Notes et références ».
Pour les articles homonymes, voir Lambert.
Philibert Lambert est un poète français, né à Mimeure 4 août 1664 et mort le 3 mars 1731.

## Biographie
Philibert Lambert fut, par ailleurs contrôleur des Greniers à Sel d'Arnay-le-Duc.
Il écrivit l'Amour intéressé ou l'Amour d'aujourd’hui : dialogue sur les maximes d'aimer à présent, Autun, Guillemin Jean, s.d. (1690),,,,